# 華金國際資本
卓智控股有限公司，簡稱卓智控股（英語：iOne Holdings Limited，港交所：0982），在2000年，由趙鶴茹、陳芷菁、黎寶琪，以及林永康創立一家專門在香港經營設計、排版、校對、翻譯、分發、印刷和送貨財經印刷產品。名為「卓智財經印刷有限公司」。
現時總部位於香港中環畢打街20號12樓1204-1206室。現時主席為李永賢，以及總裁為劉偉樹，也就是在2009年7月21日，由龐維新入主開始。
而股份則在2008年7月14日於香港交易所主板上市。招股價為0.04港元，所有配售股份為240,000,000股，集資額為96,000,000港元（以上拆細前為1.6港元招股價，60,000,000股所有配售股份，集資額不變）。

## 連結
- huajinci.com （页面存档备份，存于）